# 李冀
李冀（1927年—2011年），原名郑谦光，男，直隶（今河北）肥乡人，中国新闻工作者，曾任工人日报社社长，中华全国新闻工作者协会主席团委员。